# Apostolicae curae
Apostolicae curae (in italiano Con cura apostolica)  è una lettera apostolica in forma bolla pontificia emanata da papa Leone XIII il 13 settembre 1896.

## Contenuto
Nel documento il papa condanna definitivamente come totalmente invalide le ordinazioni sacerdotali e vescovili  anglicane.